# Close harmony
Close harmony is een meerstemmige zangstijl.
De stijl kan worden omschreven als een zangwijze waarbij de verschillende stemmen en tonen elkaar dicht volgen.
Door deze manier van samen zingen ontstaat veel wrijving binnen de akkoorden die tot stand komen, wat een kenmerkende klankkleur tot gevolg heeft. Het zingen van deze vorm van muziek is een uitdaging, omdat iedere stem binnen het ensemble even belangrijk is.
Het is hierbij belangrijk dat naast de nodige zangtechniek en zangtheorie veel aandacht wordt besteed aan het zingen van lastige toonafstanden, het luisteren naar samenklanken en deze zuiver te zingen. Het is een van de moeilijkste vormen van zingen met een groep.
Zingen in closeharmonystijl kan zowel a capella als met instrumentale begeleiding.